# Seznam chráněných území v okrese Bratislava III
Toto je seznam chráněných území v okrese Bratislava III aktuální k roku 2015, ve kterém jsou uvedena chráněná území v oblasti okresu Bratislava III.
| Kód | Obrázek       | Typ | Název         | Rozloha (ha) | Galerie Commons                                | Popis území | Souřadnice                     |
| --- | ------------- | --- | ------------- | ------------ | ---------------------------------------------- | ----------- | ------------------------------ |
| 788 | Rösslerov lom | PP  | Rösslerov lom | 2,3828       | Kategorie „Rösslerov lom“ na Wikimedia Commons |             | 48°10′54″ s. š., 17°7′9″ v. d. |